# Dorothy Tree
Dorothy Tree, pseudonimo di Dorothy Estelle Triebitz (New York City, 21 maggio 1906 – Englewood, 13 febbraio 1992), è stata un'attrice e insegnante statunitense.

## Biografia
Prima di tre sorelle figlie di ebrei austriaci, studiò alla Cornell University di Ithaca e debuttò in teatro a Broadway nel 1927, dove recitò fino al 1936. Il 1927 fu anche l'anno del suo primo film muto, Cosetta. La sua carriera nel cinema sonoro si sviluppò nel corso di due decenni, comprendendo 48 film, da Dracula (1931) a The Family Secret (1951), oltre alla partecipazione nella serie televisiva The Silver Theatre del 1950.
Nel 1952, Dorothy Tree e il marito, lo sceneggiatore Michael Uris, furono vittime del maccartismo. Accusati di essere comunisti, dovettero abbandonare Hollywood e trasferirsi a New York dove Dorothy, con il cognome del marito, iniziò la carriera di insegnante di dizione nel Mannes College e nella Manhattan School of Music. Pubblicò su tale soggetto quattro libri: Everybody's Book of Better Speaking (1960), To Sing in English: A Guide to Improved Diction (1971), A Woman's Voice (1978) e Say It Again: Dorothy Uris' Personal Collection of Quotes, Comments & Anecdotes (1978)

## Filmografia

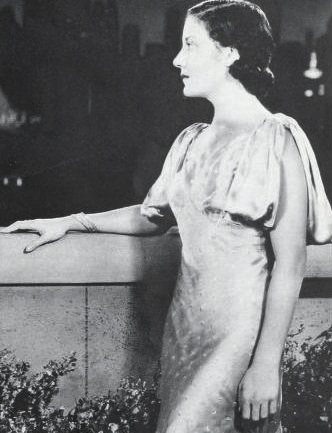
Dorothy Tree in East of Fifth Avenue

- Cosetta (It), regia di Clarence G. Badger (1927)
- Dracula, regia di Tod Browning (1931)
- Husband's Holiday, regia di Robert Milton (1931)
- L'angelo della vita (Life Begins), regia di James Flood, Elliott Nugent (1932)
- East of Fifth Avenue, regia di Albert S. Rogell (1933)
- Madame du Barry, regia di William Dieterle (1934)
- Side Streets, regia di Alfred E. Green (1934)
- Friends of Mr. Sweeney, regia di Edward Ludwig (1934)
- The Dragon Murder Case, regia di H. Bruce Humberstone (1934)
- Il lupo scomparso (The Case of the Howling Dog), regia di Alan Crosland (1934)
- Marinai all'erta (Here Comes the Navy), regia di Lloyd Bacon (1934)
- The Firebird, regia di William Dieterle (1934)
- The Woman in Red, regia di Robert Florey (1935)
- A Night at the Ritz, regia di William C. McGann (1935)
- While the Patient Slept, regia di Ray Enright (1935)
- Four Hours to Kill!, regia di Mitchell Leisen (1935)
- The Bridge of Sighs, regia di Phil Rosen (1936)
- I tre padrini (Three Godfathers), regia di Richard Boleslawski (1936)
- Navy Born, regia di Nate Watt (1936)
- Le cinque schiave (Marked Women), regia di Lloyd Bacon (1937)
- L'ultima beffa di Don Giovanni (The Great Garrick), regia di James Whale (1937)
- Vacanze d'amore (Having Wonderful Time), regia di Alfred Santell (1938)
- Tempesta sul Bengala (Storm Over Bengal), regia di Sidney Salkow (1938)
- Crociera d'amore (Trade Winds), regia di Tay Garnett (1938)
- Zazà (Zaza), regia di George Cukor (1939)
- The Mysterious Miss X, regia di Gus Meins (1939)
- Café Society, regia di Edward H. Griffith (1939)
- Vendetta (The Mystery of Mr. Wong), regia di William Nigh (1939)
- Confessioni di una spia nazista (Confessions of a Nazi Spy), regia di Anatole Litvak (1939)
- City in Darkness, regia di Herbert I. Leeds (1939)
- Television Spy, regia di Edward Dmytryk (1939)
- Abramo Lincoln in Illinois (Abe Lincoln in Illinois), regia di John Cromwell (1940)
- Little Orvie, regia di Ray McCarey (1940)
- Sky Murder, regia di George B. Seitz (1940)
- Knute Rockne All American, regia di Lloyd Bacon (1940)
- La femmina di Singapore (Singapore Woman), regia di Jean Negulesco (1941)
- Incontro a New York (The Man Who Lost Himself), regia di Edward Ludwig (1941)
- Highway West, regia di William C. McGann (1941)
- Hitler - Dead or Alive, regia di Nick Grinde (1942)
- Nazi Agent, regia di Jules Dassin (1942)
- La bandiera sventola ancora (Edge of Darkness), regia di Lewis Milestone (1943)
- L'incubo del passato (Crime Doctor), regia di Michael Gordon (1943)
- Le tre donne di Casanova (Casanova Brown), regia di Sam Wood (1944)
- Non siate tristi per me (No Sad Songs for Me), regia di Rudolph Maté (1950)
- Giungla d'asfalto (The Asphalt Jungle), regia di John Huston (1950)
- Il mio corpo ti appartiene (The Men), regia di Fred Zinnemann (1950)
- The Family Secret, regia di Henry Levin (1951)